# Givens-Rotation
In der linearen Algebra ist eine Givens-Rotation (nach Wallace Givens) eine Drehung in einer Ebene, die durch zwei Koordinaten-Achsen aufgespannt wird. Manchmal wird dies auch als Jacobi-Rotation (nach Carl Gustav Jacobi) bezeichnet.
Die Anwendung als Methode in der numerischen linearen Algebra zum Beispiel bei der Bestimmung von Eigenwerten und QR-Zerlegung stammt aus den 1950er Jahren, als Givens am Oak Ridge National Laboratory war. Solche Drehungen werden schon im älteren Jacobi-Verfahren (1846) benutzt, praktikabel wurden sie allerdings erst mit dem Aufkommen von Computern.

## Beschreibung
Die Transformation lässt sich durch eine orthogonale Matrix der Form
{\displaystyle G(i,k,\theta )={\begin{bmatrix}1&\cdots &0&\cdots &0&\cdots &0\\\vdots &\ddots &\vdots &&\vdots &&\vdots \\0&\cdots &c&\cdots &-s&\cdots &0\\\vdots &&\vdots &\ddots &\vdots &&\vdots \\0&\cdots &s&\cdots &c&\cdots &0\\\vdots &&\vdots &&\vdots &\ddots &\vdots \\0&\cdots &0&\cdots &0&\cdots &1\end{bmatrix}}}
beschreiben, wobei {\displaystyle c=\cos(\theta )} und {\displaystyle s=\sin(\theta )} in der {\displaystyle i}-ten und {\displaystyle k}-ten Zeile und Spalte erscheinen. Eine solche Matrix heißt Givens-Matrix. Formaler ausgedrückt:
{\displaystyle G(i,k,\theta )_{j,l}={\begin{cases}\cos \theta &{\mbox{ falls }}j=i,l=i{\mbox{ oder }}j=k,l=k\\\sin \theta &{\mbox{ falls }}j=i,l=k\\-\sin \theta &{\mbox{ falls }}j=k,l=i\\1&{\mbox{ falls }}j=l,j\neq i,j\neq k\\0&{\mbox{ sonst. }}\end{cases}}}
Das Matrix-Vektor-Produkt {\displaystyle G^{T}(i,k,\theta )x} stellt eine Drehung (gegen den Uhrzeigersinn) des Vektors {\displaystyle x} um einen Winkel {\displaystyle \theta } in der {\displaystyle (i,k)}-Ebene dar, diese wird Givens-Rotation genannt.
Die Hauptanwendung der Givens-Rotation liegt in der numerischen linearen Algebra, um Nulleinträge in Vektoren und Matrizen zu erzeugen.
Dieser Effekt kann beispielsweise bei der Berechnung der QR-Zerlegung einer Matrix ausgenutzt werden. Außerdem werden solche Drehmatrizen beim Jacobi-Verfahren benutzt.

## QR-Zerlegung mittels Givens-Rotationen
- Das Verfahren ist stabil. Pivotisierung ist nicht erforderlich.
- Flexible Berücksichtigung von schon vorhandenen 0-Einträgen in strukturierten (insbesondere dünnbesetzten) Matrizen.
- Die Idee besteht darin, sukzessiv die Elemente unterhalb der Hauptdiagonalen auf Null zu setzen, indem man die Matrix von links mit Givens-Rotationen multipliziert. Zunächst bearbeitet man die erste Spalte von oben nach unten und dann nacheinander die anderen Spalten ebenfalls von oben nach unten.
- Man muss also {\displaystyle {\mathcal {O}}(m\,n)} Matrizenmultiplikationen durchführen. Da sich jeweils pro Multiplikation höchstens 2n Werte verändern,  beträgt der Aufwand für eine QR-Zerlegung einer vollbesetzten m×n-Matrix insgesamt {\displaystyle {\mathcal {O}}(m\,n^{2})}. Für dünn besetzte Matrizen ist der Aufwand allerdings erheblich niedriger.
- Will man den Eintrag an der Matrixposition {\displaystyle (i,j)} zu null transformieren, so setzt man {\displaystyle c=a_{jj}/\rho } und {\displaystyle s=a_{ij}/\rho }, wobei {\displaystyle \rho =\operatorname {sgn}(a_{jj}){\sqrt {a_{jj}^{2}+a_{ij}^{2}}}}.

### Beispiel
{\displaystyle G_{2,4}\cdot G_{1,4}\cdot {\begin{bmatrix}3&5\\0&2\\0&0\\4&5\end{bmatrix}}=G_{2,4}\cdot {\begin{bmatrix}5&7\\0&2\\0&0\\0&-1\end{bmatrix}}={\begin{bmatrix}5&7\\0&{\sqrt {5}}\\0&0\\0&0\end{bmatrix}}}
mit
{\displaystyle G_{1,4}={\begin{bmatrix}{\frac {3}{5}}&0&0&{\frac {4}{5}}\\0&1&0&0\\0&0&1&0\\-{\frac {4}{5}}&0&0&{\frac {3}{5}}\end{bmatrix}}}, {\displaystyle G_{2,4}={\begin{bmatrix}1&0&0&0\\0&{\frac {2}{\sqrt {5}}}&0&-{\frac {1}{\sqrt {5}}}\\0&0&1&0\\0&{\frac {1}{\sqrt {5}}}&0&{\frac {2}{\sqrt {5}}}\\\end{bmatrix}}}
Man erhält schließlich die QR-Zerlegung:
{\displaystyle Q=(G_{2,4}\cdot G_{1,4})^{T}=(G_{1,4}^{T}\cdot G_{2,4}^{T})={\begin{bmatrix}{\frac {3}{5}}&{\frac {4}{5{\sqrt {5}}}}&0&-{\frac {8}{5{\sqrt {5}}}}\\0&{\frac {2}{\sqrt {5}}}&0&{\frac {1}{\sqrt {5}}}\\0&0&1&0\\{\frac {4}{5}}&-{\frac {3}{5{\sqrt {5}}}}&0&{\frac {6}{5{\sqrt {5}}}}\end{bmatrix}},\quad R={\begin{bmatrix}5&7\\0&{\sqrt {5}}\\0&0\\0&0\end{bmatrix}},\quad Q\cdot R={\begin{bmatrix}3&5\\0&2\\0&0\\4&5\end{bmatrix}}}

### Algorithmus
Zur Berechnung einer QR-Zerlegung einer Matrix {\displaystyle A=\left(a_{i,j}\right)_{i,j}\in \mathbb {R} ^{m\times n},m\geq n} geht man wie folgt vor.
Drehe die erste Spalte {\displaystyle a_{-,1}} der Matrix {\displaystyle A} auf einen Vektor mit einer Null als letzten Eintrag:
{\displaystyle G_{1,m}A={\begin{bmatrix}*&\cdots &\cdots &*\\\vdots &\ddots &\ddots &\vdots \\*&\cdots &\cdots &*\\0&*&\cdots &*\end{bmatrix}}}
wobei {\displaystyle c,s,\rho } für {\displaystyle G_{1,m}} wie oben beschrieben gewählt werden müssen:
{\displaystyle \rho =\operatorname {sgn}(a_{1,1}){\sqrt {a_{1,1}^{2}+a_{m,1}^{2}}},\;c={\frac {a_{1,1}}{\rho }},\;s={\frac {a_{m,1}}{\rho }}.}
Nun geht man analog mit den nächsten Einträgen der ersten Spalte vor und speichert sich alle Umformungsmatrizen {\displaystyle G_{1,i},i=2,\ldots ,m} in der Matrix {\displaystyle G_{1}}:
{\displaystyle {\begin{aligned}G_{1}A=&{\begin{bmatrix}*&\cdots &\cdots &*\\0&*&\ddots &\vdots \\\vdots &\vdots &\ddots &\vdots \\0&*&\cdots &*\end{bmatrix}}\\{\text{mit}}\quad G_{1}:=&G_{1,2}\cdot \ldots \cdot G_{1,m}.\end{aligned}}}
Dabei muss unbedingt darauf geachtet werden, dass sich die einzelnen Einträge {\displaystyle (c,s,\rho )} der Matrizen {\displaystyle G_{1,i}} nicht mehr auf die ursprüngliche Matrix {\displaystyle A} beziehen, sondern auf die schon umgeformte Matrix: {\displaystyle G_{1,i+1}\cdot \ldots \cdot G_{1,m}A}.
Nun muss man die folgenden Spalten analog bearbeiten und somit Umformungsmatrizen {\displaystyle G_{i},i=2,\ldots ,n} finden, welche jeweils die {\displaystyle i}-te Spalte der Matrix {\displaystyle G_{i-1}\cdot \ldots \cdot G_{1}A} auf einen Vektor mit Nulleinträgen unterhalb des {\displaystyle i}-ten Elements transformiert.
Schlussendlich ergibt sich die QR-Zerlegung mittels:
{\displaystyle Q:=G_{1}^{T}\cdot \ldots \cdot G_{n}^{T}\quad {\text{und}}\quad R:=G_{n}\cdot \ldots \cdot G_{1}A.}

## Verallgemeinerung
In drei Dimensionen gibt es 3 Givens-Rotationen:
{\displaystyle R_{X}(\theta )={\begin{pmatrix}1&0&0\\0&\cos \theta &-\sin \theta \\0&\sin \theta &\cos \theta \end{pmatrix}}}
{\displaystyle R_{Y}(\theta )={\begin{pmatrix}\cos \theta &0&-\sin \theta \\0&1&0\\\sin \theta &0&\cos \theta \end{pmatrix}}}
{\displaystyle R_{Z}(\theta )={\begin{pmatrix}\cos \theta &-\sin \theta &0\\\sin \theta &\cos \theta &0\\0&0&1\end{pmatrix}}}
Diese 3 zusammengesetzten Givens-Rotationen können jede Drehmatrix nach dem Davenport's chained rotation theorem erzeugen. Dies bedeutet, dass sie die Standardbasis des Vektorraums in jede andere Basis im Vektorraum umwandeln können.